# Carpelimus subtilicornis
Carpelimus subtilicornis är en skalbaggsart som först beskrevs av Jan Roubal 1946.  Carpelimus subtilicornis ingår i släktet Carpelimus, och familjen kortvingar. Arten är reproducerande i Sverige.